# HalfNoise
HalfNoise es un proyecto musical estadounidense de indie rock formado por Zac Farro y Jason Clark en 2010. El grupo surgió luego de la salida de Farro de Paramore, posteriormente, Clark abandonó el grupo a principios de 2012.

## Historia
Jason Clark y Zac Farro formaron la banda Tunnel a finales de 2010, cuando Farro abandonó su anterior grupo Paramore. Alrededor de esa misma fecha, se filtró por internet la canción «Hide Your Eyes». Más tarde el nombre de la banda fue cambiado por HalfNoise. A principios de 2012, Clark dejó la banda. En junio, la banda publicó en su cuenta de YouTube un video musical para la canción «Free the House». En septiembre del mismo año, Farro habló a NME acerca de la agrupación y dijo: «Desde que tenía diecisiete años he trabajo en esto. Incluso cuando todavía estaba en Paramore, me sentaba y escribía este tipo de canciones. HalfNoise es un proyecto artístico y me ha empujado a mi límite». El 1 de octubre, el sello Xtra Mile Recordings lanzó el EP HalfNoise en el Reino Unido y el resto de Europa, mientras que en Estados Unidos el grupo lo publicó de forma independiente. Contiene cinco canciones, entre ellas «Free the House». En los primeros días de octubre la agrupación fue escogida por la revista Rock Sound como banda de la semana. En agosto de 2013, Zac publicó a través de Instagram que se encontraba en Nueva Zelanda para grabar un nuevo álbum de larga duración. El 26 de mayo de 2014, Farro estrenó la canción llamada «Mountain» y anunció que su primer álbum, llamado Volcano Crowe, sería publicado pronto.

## Miembros
Actual
- Zac Farro: multiinstrumentista (2010-presente)

Pasado
- Jason Clark: guitarra (2010-2012)

## Discografía
- HalfNoise (EP) (2012)
- Volcano Crowe (2014)
- Sudden Feeling (2016)
- The Velvet Face (EP) (2017)